# KNUE
Koordinaten: 32° 15′ 35″ N, 94° 57′ 2″ W
KNUE oder KNUE-FM (Branding: „Todays Best New Country“) ist ein US-amerikanischer Country-Musik-Hörfunksender in Tyler im US-Bundesstaat Texas. KNUE-FM ist auf der UKW-Frequenz 101,5 MHz empfangbar. Betreiber und Eigentümer ist Townsquare Media Tyler License, LLC.

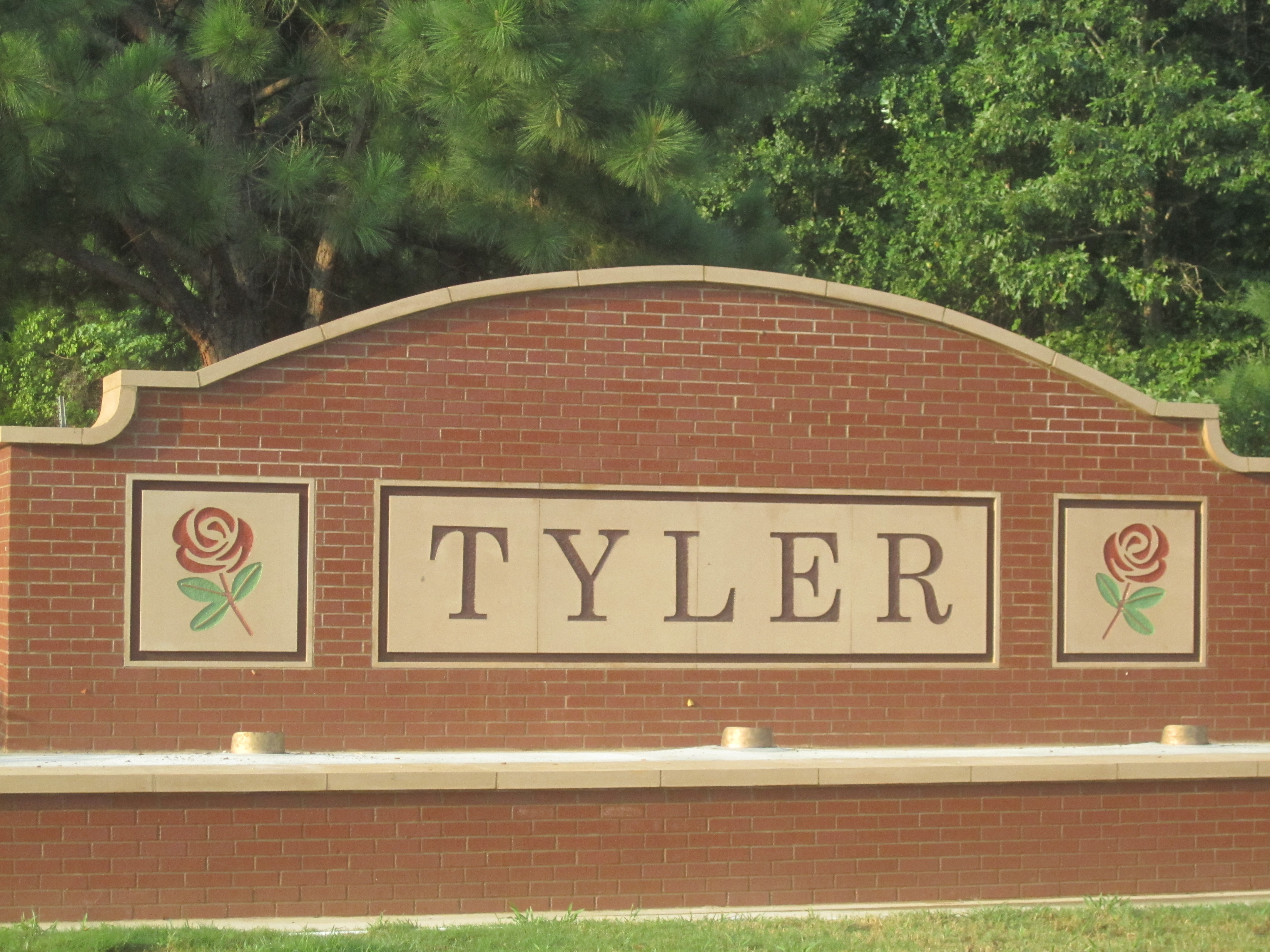
Tyler, Texas